# Lasiodora tetrica
Lasiodora tetrica là một loài nhện trong họ Theraphosidae.
Loài này thuộc chi Lasiodora. Lasiodora tetrica được Eugène Simon miêu tả năm 1889.